# Kinnarp
Kinnarp – miejscowość (tätort) w Szwecji, w regionie administracyjnym (län) Västra Götaland, w gminie Falköping.
Według danych Szwedzkiego Urzędu Statystycznego liczba ludności wyniosła: 962 (31 grudnia 2015), 981 (31 grudnia 2018) i 960 (31 grudnia 2019).